# Burg Falkenberg (Erlabrunn)
Die Burg Falkenberg ist die Ruine einer mittelalterlichen Höhenburg bei 330 m ü. NHN auf einem Bergsporn am Südostrand des Volkenberges westlich hoch über Erlabrunn im Landkreis Würzburg in Bayern.

## Geschichte
Die Burg auf dem Volkenberg wurde um 1170–1180 von den Herren von Falkenberg, staufisches Ministerialengeschlecht und Lehnsleute der Herren von Ravensburg, einem Würzburger Ministerialengeschlecht, gegründet. Die Burg der Ravensburger, Burg Ravensburg, befand sich gegenüber auf der rechten Mainseite. Von beiden Burgen aus beherrschten die Falkenberger und die Ravensburger das Maintal nördlich von Würzburg und hatten eine mächtige Stellung im Hochstift Würzburg.
Nach dem am 3. Dezember 1202 Bodo von Ravensburg und Heinrich von Falkenberg den Würzburger Bischof Konrad von Querfurt ermordet hatten, wurden laut der Chronik von Lorenz Fries beide Burgen geschleift und die Burgherren sowie ihre Helfer von Papst Innozenz III. mit dem Bannfluch belegt. Trotz späterer Auflösung des Banns wurden die Burgen nicht wieder aufgebaut. Im Jahr 1426 erhielten die Brüder Fritz und Hans Hund von Falkenberg von dem Bischof Johann von Würzburg ein „burgstal Valckenberg“ als Lehen.
Die zuvor in der Nähe von Gerolzhofen vermutete Falkenburg hatte Peter Rückert 1992 auf dem Volkenberg nachgewiesen.

## Beschreibung
Die langgestreckte Burganlage, von der nur noch wenige Mauerreste zeugen, verfügte über einen Bergfried mit einem Durchmesser von sieben Metern. Ein größeres  Mauerstück, das zu einer Außenmauer oder einer Vorburg gehört haben könnte, findet sich am Aufstieg von der linken Mainseite. Weiter sind noch Reste eines halbrunden Halsgrabens und anderen Burggräben erhalten. Am Rand des Burgengeländes, das von einem der größten Schwarzkieferbestände Süddeutschlands umgeben ist, befindet sich eine kleine Kapelle.